# Yibuti en los Juegos Olímpicos de Tokio 2020
Yibuti estuvo representado en los Juegos Olímpicos de Tokio 2020 por cuatro deportistas, tres hombres y una mujer, que compitieron en tres deportes.
El portador de la bandera en la ceremonia de apertura fue el yudoca Aden-Alexandre Houssein. El equipo olímpico yibutiano no obtuvo ninguna medalla en estos Juegos.